# Enterprise Content Management
Enterprise content management (ECM) je technologie pro vytváření, sběr, správu, zabezpečení, ukládání, likvidaci, publikování, distribuci, prohledávání, prezentaci, prohlížení apod. veškerého digitálního obsahu.
Koncept ECM spojuje technologie pro správu dokumentů (DMS) , systém pro správu obsahu (CMS), management znalostí a řízení spolupráce.. Svým pojetím se překrývá s Common Data Environment (CDE) které má větší zaměření pro BIM problematiku.
Obecně ECM je informace uložená na dalších, mnohdy ještě „klasických nosičích“ – dokladech, formulářích, zprávách a předpisech, nověji pak podporované například aplikacemi ICT pro správu obsahu. Tyto informace jsou často uloženy v nestrukturovaném, například textovém nebo grafickém tvaru a bývají obtížněji dostupné.